# Strategic Defense Initiative

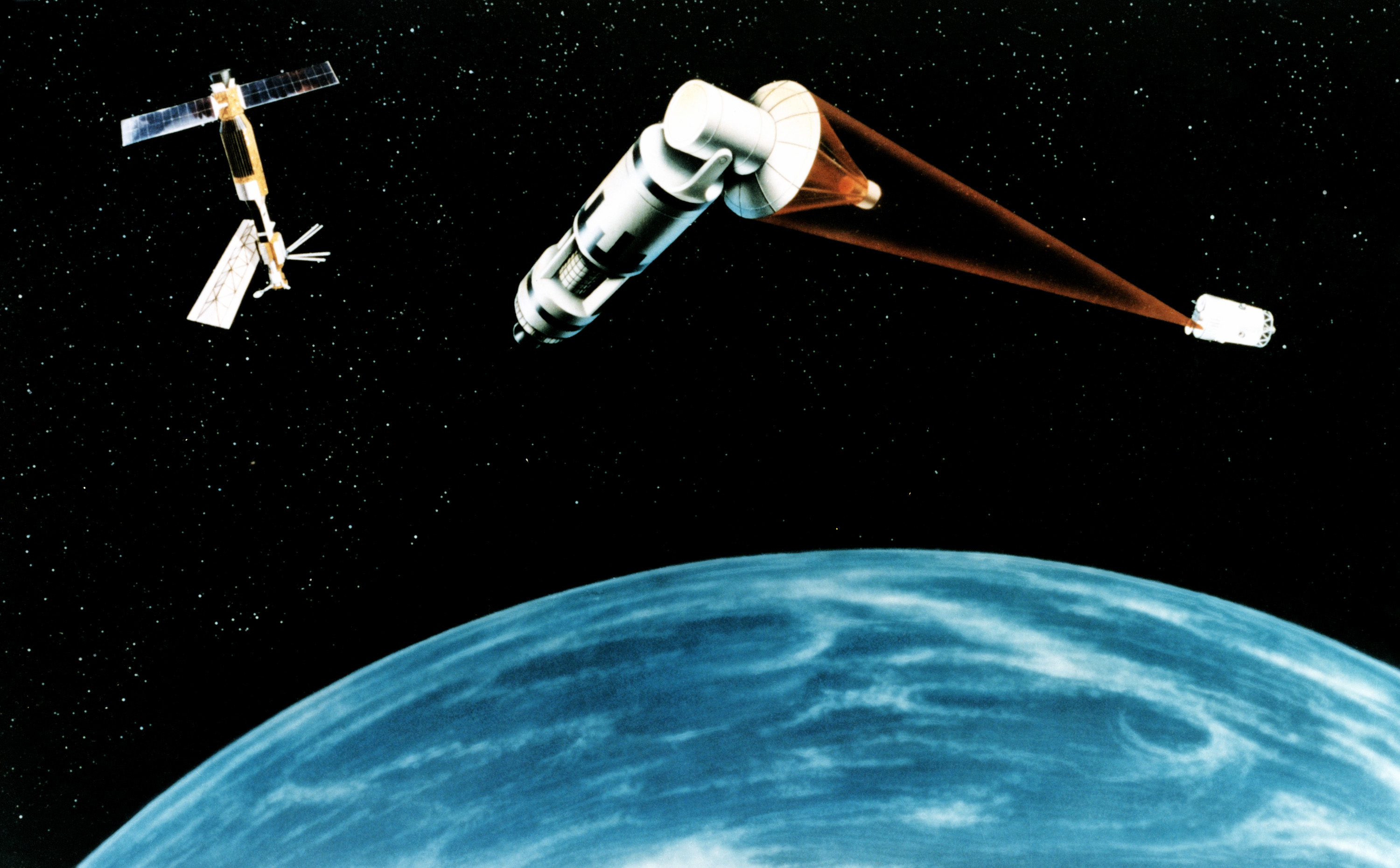
Concept van een verdedigingssatelliet.

Strategic Defense Initiative is het streven van de toenmalige president van de Verenigde Staten Ronald Reagan om te komen tot een raketschild in de ruimte, waarbij ballistische raketten van de Sovjet-Unie buiten de dampkring vernietigd konden worden. Door het futuristische karakter wordt het project ook wel naar de filmsaga Star Wars genoemd.
Later is gebleken dat het SDI-project onmogelijk uitgevoerd kon worden door de enorme kosten, maar de Verenigde Staten gingen door met het ontwikkelen van het project om zo de Sovjet-Unie te dwingen tot een respons. De Sovjet-Unie zou dan haar laatste miljarden investeren in een onmogelijk project. In de Sovjet-Unie begon inderdaad een project om haar bestaande System A-135-ruimteschild rond Moskou te verbeteren, maar dit project kwam uiteindelijk min of meer stil te liggen (wel waren er in de jaren 90 en in 2004 weer testen).
Het project is in de Verenigde Staten doorgegaan onder de naam National Missile Defense en maakt deel uit van het U.S. Missile Defense System, dat raketwapens vanuit Iran en Noord-Korea tegen Europese landen en de Verenigde Staten zelf moet stoppen.

## Gevolgen in de Sovjet-Unie
Na het uiteenvallen van de Sovjet-Unie beweerden Amerikaanse conservatieven dat de regering-Reagan daarin een grote rol had gespeeld door het bewust laten escaleren van de wapenwedloop en het ontwikkelen van het SDI. Voormalige regeringsfunctionarissen verklaarden dat zij al langer wisten dat de Sovjet-Unie op het punt stond uit elkaar te vallen en dat de ontwikkeling van maatregelen tegen het SDI een te grote last op het militaire budget zou leggen.